# هيو بلاكلوك
هيو بلاكلوك (بالإنجليزية: Hugh Blacklock)‏ هو لاعب كرة قدم أمريكية أمريكي، ولد في 1893 في إيست غراند رابيدز في الولايات المتحدة، وتوفي في 9 يناير 1954 في غراند رابيدز في الولايات المتحدة.

## وصلات خارجية
- هيو بلاكلوك على موقع مرجع كرة القدم المحترفة.كوم (الإنجليزية)